# 울티마 스포츠

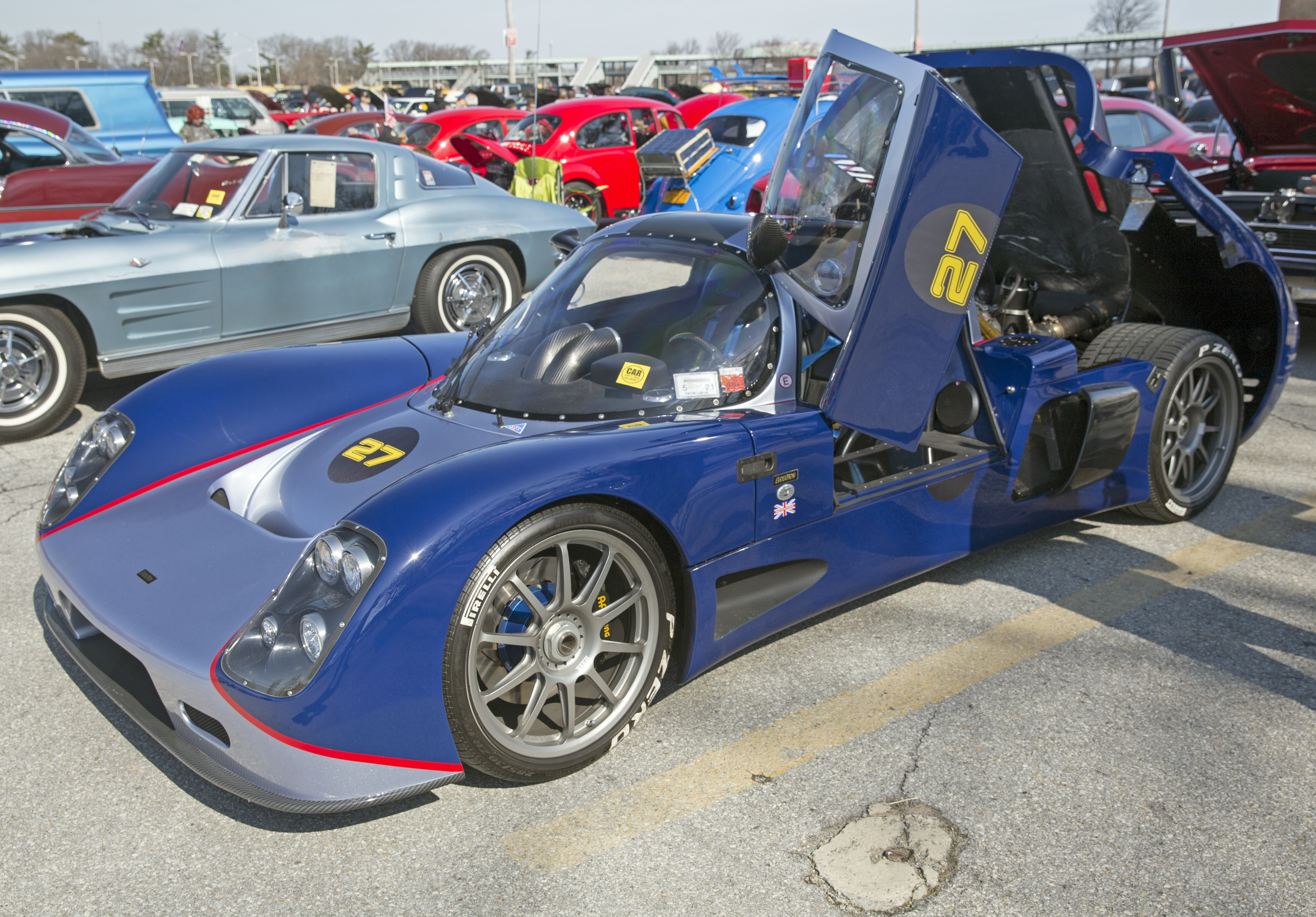
울티마 에볼루션

울티마 스포츠(영어: Ultima Sports)는 스포츠카를 생산하는 영국의 자동차 기업이다. 영국 레스터셔주 힝클리에 위치한 이 기업은 1992년에 테드 말로우(영어: Ted Marlow)와 리차드 말로우(영어: Richard Marlow)에 의해 설립했으며 현재 울티마 RS을 비롯해 1개 모델을 설계, 제조, 판매하고 있다.
1983년에 노블 모터스포츠로 설립한 이후 최초로 Mk.1이라는 키트카를 출시했으나 1대만 생산되었고, 1989년에 Mk.2이라는 키트카를 출시해 13대를 생산했다. 또한 자체 개발한 Mk.3를 맥라렌에서 2대를 구입해 맥라렌 F1의 프로토타입 제작에 사용했다. 1999년에 울티마 GTR 모델을 개발했다. 가속의 경우 최고 속도 100km/h에서 2.6초에 최대 마력은 720마력을 가공할 성능을 가지고 있다. 2015년에 울티마 GTR의 후속인 울티마 에볼루션 모델이 출시되었고 2019년에 울티마 RS 모델이 출시되었다.

## 생산 차량
- 울티마 GTR
- 울티마 에볼루션[1][2]
- 울티마 RS